# ウサライダー
ウサライダーとは、REALAND（リアランド）が製作していた日本のWEBアニメ作品。

## 概要
『フラッシュ以上TVアニメ以下』がモットーのこのアニメは、ネットで公開されているフラッシュムービーよりは上質だが、TVアニメよりは低画質の、低予算なギャグ系WEBアニメであった。2005年に1話を発表。しかし途中から公開間隔が延び、2008年5月に6話で打ち切りが発表された。

## ストーリー紹介
1. ウサライダー登場!アメリカ帰りのスゴイ奴!!
2. ウサライダー抹殺指令!ヤツの弱点をあばけ!!
3. ライバル登場!?ベジタリアン教育大作戦!!
4. マーキュリー逆襲!嵐を呼ぶカラオケ大会!!
5. 二人で一人?世にも奇妙な恋物語!!
6. 湯煙は魔界の誘惑!?呪われた温泉旅行!!

## 主なキャラクター紹介（初登場順）
- モンジロー／ウサライダー （声：masato） 初登場：第1話
主人公。アメリカ帰り。ふだんは八百屋の「八百兎（やおぴょん）」を経営する青年だが、いざとなると正義のヒーロー、ウサライダーに変身し、悪の軍団、ベジタリアンと対決する。趣味は、ネットサーフィン。リコーダー演奏は得意だが、歌が下手。腕力は高い。また、愛車の原付バイクは、普段は配達用のビジネスバイクだが、ウサライダー変身時にはスクーターに変身。「キャロコロ号」という名前がつく。ナンバーは、「イナバ市 う 3」である。
- サクラコ （声：古川美由紀） 初登場：第1話
モンジローが恋をした女の子。カフェ・ミミーゴで父・ジゴローと働いている。料理は独創的なものが多い。モンジローがウサライダーであることを知らない。酒にはかなり強い。4話でレッドマーキュリーと知り合い仲良くなっている。
- 戦闘員 （声：風間勇刀、大河望） 初登場：第1話
ラビシュタインの部下。「イー」という言葉で話す。この時意訳の字幕が載るが、どうでもいい意見が飛び交うと載らないこともある。生命保険や労災を気にする小心者。
- ラビシュタイン （声：菊池毒拳） 初登場：第1話
悪の軍団、ベジタリアンの首領。部下から『首領閣下』と呼ばれている。若いスタイルのよい女の子が好き。なお、本編では明かされなかったが彼の秘密結社は八百兎のすぐ隣にある。6話では「ベジタリアン商事」の社長を名乗ろうとしたがモンジローに知られるのを恐れたレッドマーキュリーに静止され「ついでについてきたバイト」扱いにされる。
声を担当している菊池毒拳の本業は、気功師である。釘バットアーティストの毒は双子の弟らしい。また、たけしの誰でもピカソや笑っていいとも、イギリスBBCなどの番組に出演していた。
- カブスキータンク （声：徳富政樹） 初登場：第1話
「想定内」、「想定外」が口癖の戦車。変身前と後で口調が変わる。モデルは「世間を騒がせたあの人」堀江貴文である。八百兎の野菜を全て注文し、蕪のみ51％奪っていった。様々なギミックの武器や将棋が得意。
- ストロベリーバニー （声：?） 初登場：第1話
挿入歌「恋のベータカロテン」、「B」を歌っていたアイドル。決してサクラコではない。ファンのほとんどは、ヤンキーのようだ。6話ではサクラコと出会った事が示唆されたが、モンジロー一行とは会っていない。
- ジゴロー （声：原田達也） 初登場：第2話
サクラコの父。コーヒーと軽食の店「ミミーゴ」を経営。モンジローがウサライダーであることを知らない。いつもモンジローに野菜を注文する。
- 気象衛星ひまわり男 （声：大河望） 初登場：第2話
ストーカーが趣味のひまわりの顔の気象衛星怪人。モデルは気象衛星ひまわり。ツッコミ上手で自分の行為がストーキングのそれとは認めていない。
- 街頭アンケートの男　（声：???） 初登場：第2話
戦闘員が変装した街頭アンケートを装いモンジローの調査を行った。。普通に喋り、変装を解除すると元の「イーッ」としゃべる。
- おニュージャージ （声：小野亮（FROGMAN）） 初登場：第3話
戦艦の怪人。モデルは米軍の戦艦、「ニュージャージー」。軍人の中の軍人と言える存在である。ウサライダーからは「ジャージ教師」と呼ばれる。
- レッドマーキュリー （声：風間勇刀）初登場：第3話
「ベジタリアンヨーロッパ支部」の部長。ラビシュタインから見れば行動隊長。作戦を計画通り進めていく理論派。赤い上に角が付いているコスチュームや主任よりも"大佐"を自称する所や名前の日本語訳は人気ロボットアニメの名悪役を想起させる。サクラコに近づく作戦は犯罪紛いのもので、サイフをスリで「落としましたよ」と装い、目を外に背けさせたスキに睡眠薬を入れる物となっており、「犯罪ですので真似しないでください」とテロップに載った。
ちなみにベジタリアン軍団組織は「モンジロー」姿でも「ウサライダー」と呼んでいたが、6話では旅行参加者全員が幽霊に追いかけられた際に「ここではモンジローと呼べ！」と怒り、彼のみ「モンジロー」と呼ぶようになった。
- 先生 （声：海藤朋子） 初登場：第3話
幼稚園の先生。今まで、甘やかすことが愛情だと思っていたが、戦艦怪人・おニュージャージーに出会ったことで、真の愛情を知ることとなる。
- 園児 （声：みずのなお美、姫羅翔子）初登場：第3話
野菜嫌いな、すこしグレた幼稚園児たち。だが、戦闘員に変装したウサライダーにより、野菜の真のおいしさを知ることとなる。
- たかし （声：坂本育子） 初登場：第3話
園児たちのなかでも最も目立った、すこし弱気な園児。ピーマンが嫌いだが、おニュージャージーのおかげで食べられるようになった。
- カラオケ魔神ウンガーX 初登場：第4話
怪人第4号。レッドマーキュリーいわく、催眠音波回路をオンにしてラブソングを歌うと、歌を聞いた相手は誰でもメロメロになってしまう電波を出すという。そのため、同性に誤射をしてしまうと当然のごとくアブノーマルな世界が待ち受けている。
- カボマツタケ 初登場：第5話
怪人第5号。カボチャとマツタケの合成怪人だが、とりあえず栄養満点。
- ナガタマネギ 初登場：第5話
怪人第6号。長ネギと玉ネギの合成怪人。ネギ嫌いの人にとっては、最凶最悪の敵である。
- ストロベリーピーチ 初登場：第5話
怪人第7号。桃とイチゴの合成怪人だが、チャームポイントは網タイツと鞭である。
- キャロラディ 初登場：第5話
怪人第8号。ニンジンの「キャロ」と、ダイコンの「ラディ」を合成した怪人。戦闘能力は一般人並みだが、性格は善良。
- パン屋と電気屋初登場：第6話
町内慰安旅行に同行した二人。つきみ村の企画でモンジロー達同様、村人の幽霊たちに追いかけられた。

## 主題歌
- オープニングテーマ
「翔べ!ウサライダー」：萬Z(量産型)

## 挿入歌
- 「恋のベータカロテン」：ストロベリーバニー（1話・未発表曲）
- 「星空のチェリーブロッサム」：モンジロー（2話・未発表曲）
- 「本当の幸せ」：manzo（3話・CD化されていた楽曲を使用）
- 「ベジタリアン軍団愛のテーマ『キャロットバーの片隅で』」：レッドマーキュリー（声：風間勇刀）（4話・未発表曲）
- 「Far away Home」：やましたとも（5話・未発表曲）
- 「B　〜Bunny's Concerto〜」：ストロベリーバニー（6話・未発表曲）

## スタッフ
- 製作・著作：REALAND&ウサライダー製作委員会
- 制作：こみやまさし
- 原案：黒川修弘（ハウンド・エンタテインメント・ワークショップ代表）
- 音楽：manzo

## 特記事項
- リアランドから2006年に発売されたコンピレーションアルバム「フルスロットル～TO THE TOP～」には、ウサライダーのステッカーが封入されている。ただし、そのアルバムにはウサライダー関連楽曲は収録されていない。
- ラッピングバス「ゼッケンバス」では、ウサライダーのカラーリングが施されたものがある。関東バスを皮切りに運行が始まり、2008年まで、京阪バスの路線バスとして運行されていた。車両は山科営業所所属のうち比叡山ドライブバス・比叡山内シャトルバスを中心に運行している車両の1台の後部にウサライダーがラッピングされていた。この車両の社番はB-1209であった。なお京阪バスはウサライダーの公式サイトで公開されていたオープニングアニメーションの協力も子会社の京阪バスサービスとともに行っていたが、のちにオープニングの公開は停止されている。
- 風間勇刀は、楽曲「フルスロットル」参加（ナレーション）の縁でmanzoに誘われて収録の見学に行っただけで、本来は参加予定はなかったという。しかし現場の雰囲気に流されて飛び入りで戦闘員役で参加してしまい、3話では遂に役も与えられ、4話では更に歌も披露した（公式サイトのネットラジオコンテンツで本人がコメント）。風間の歌唱はこれが初めてではなく、過去「デジモンアドベンチャー」のキャラクターソングなどで経験がある。
- 2007年2月、京急ストアの販売促進キャラクターに「ストロベリーバニー」が選ばれる（このことから、この時点ではシリーズの継続への意欲はあったとされている）。
- 最初の頃は1ヶ月に一回の割合でムービーを公開していたが、最近は2ヶ月に一回、3ヶ月に一回、ついには4ヶ月に一回と製作速度が日に日に遅くなったが、原案者・黒川の日記（mixi）では、ウサライダー制作委員会の一人が健康上の理由により作業不可能になってしまい、制作を一時中断せざるを得なかったと言い「その方がやっと全快され制作再開。4話以降は約3ヶ月に2話のペースで、順次公開できる予定」とのコメントを出した。しかしその後も作品の公開ペースはあがらず、ようやく2007年9月に6話が発表されたが、5話〜6話に1年近くの時間を要し、結局この6話で未完のまま打ち切りが決定した。